# Pit Martin
Hubert Jacques „Pit“ Martin (* 9. Dezember 1943 in Rouyn-Noranda, Québec; † 30. November 2008 nahe Rouyn-Noranda, Québec) war ein kanadischer Eishockeyspieler, der von 1961 bis 1979 für die Detroit Red Wings, Boston Bruins, Chicago Black Hawks und Vancouver Canucks in der National Hockey League spielte.

## Karriere
Martin spielte während seiner Juniorenzeit gemeinsam mit Lowell MacDonald und Paul Henderson im Team der Hamilton Red Wings. Zusammen gewannen sie 1962 den Memorial Cup. In der Saison 1961/62 kam er mit den Detroit Red Wings auch zu seinem ersten NHL-Einsatz, bei dem er ein Tor vorbereitete. Nach einem weiteren Jahr in Hamilton pendelte er bis in die Saison 1965/66 zwischen Detroit und den Pittsburgh Hornets in der American Hockey League.
Einen Tag vor Ende des Jahres 1965 wechselte er zu den Boston Bruins, bei denen er sich einen Stammplatz erspielen konnte. Im Mai 1967 wurde er Teil eines der einseitigsten Tauschgeschäfte der NHL-Geschichte. Die Bruins schickten ihn zusammen mit Gilles Marotte zu den Chicago Black Hawks, die im Gegenzug mit Phil Esposito, Ken Hodge und Fred Stanfield drei hervorragende Spieler und zukünftige Stars erhielten.
Er gehörte zu den kleineren Spielern in der NHL und machte dieses Defizit mit Willen und Einsatz wett. Bei den Black Hawks war er ein fester Bestandteil des Teams in über zehn Jahren. Er wurde viermal für ein NHL All-Star Game nominiert und 1970 mit der Bill Masterton Memorial Trophy ausgezeichnet. Er war dort einige Jahre auch Mannschaftskapitän. Im Alter von 33 Jahren wechselte er noch einmal. Bei den Vancouver Canucks spielte er eineinhalb Jahre, bevor er seine Karriere beendete.
Am 30. November 2008 verunglückte Martin, als er sein auf einer Insel des zugefrorenen Lake Kanasuta gelegenes Haus mit einem Schneemobil verlassen wollte. Bei der Fahrt aufs Festland brach das Eis unter dem Gewicht des Gefährts ein. Seine Leiche wurde am 2. Dezember 2008 von Tauchern aus dem See geborgen.

## Sportliche Erfolge
- Memorial Cup: 1962

### Persönliche Auszeichnungen
- OHA-Jr. First All-Star Team: 1962
- Red Tilson Trophy: 1962
- Bill Masterton Memorial Trophy: 1970
- Teilnahme am NHL All-Star Game: 1971, 1972, 1973, 1974